# Unterseeboot 160 (1941)
Pour les articles homonymes, voir Unterseeboot 160.
Le Unterseeboot 160 (ou U-160) est un sous-marin allemand (U-Boot) de type IX.C utilisé par la Kriegsmarine pendant la Seconde Guerre mondiale.

## Historique
Mis en service le 16 octobre 1941, l'Unterseeboot 160 reçoit sa formation de base jusqu'au 28 février 1942 à Stettin en Poméranie prussienne au sein de la 4. Unterseebootsflottille. Il rejoint sa flottille de combat à Lorient dans la 10. Unterseebootsflottille.
Il quitte le port de Heligoland pour sa première patrouille le 1er mars 1942 sous les ordres de l'Oberleutnant zur See Georg Lassen. Après 59 jours en mer et un palmarès de cinq navires marchands coulés pour un total de 36 731 tonneaux et un navire marchand endommagé de 6 837 tonneaux, il rejoint la base sous-marine de Lorient qu'il atteint le 28 avril 1942.
L'Unterseeboot 160 a effectué cinq patrouilles au cours lesquelles il a coulé 26 navires marchands pour un total de 156 082 tonneaux et a endommagé cinq navires marchands pour un total de 34 419 tonneaux durant ses 344 jours en mer.
Au cours de sa troisième patrouille, le 16 octobre 1942, et après avoir coulé un petit bateau et endommagé un plus grand issu d'un convoi au nord de Trinidad, l'U-Boot échappe, sans dommages importants, à la contre-attaque des escortes.
Sa cinquième patrouille part de la base sous-marine de Bordeaux le 29 juin 1943 sous les ordres de l'Oberleutnant zur See Gerd von Pommer-Esche. Après 16 jours en mer, l'U-160 est coulé le 14 juillet 1943 dans l'Atlantique nord au sud des Açores à la position géographique de 35° 54′ N, 27° 13′ O par des torpilles aériennes lancées par des avions américains Grumman TBF Avenger et F4F Wildcat du porte-avions d'escorte américain USS Santee .

Les 57 membres de l'équipage sont tués lors de cette attaque.

## Affectations successives
- 4. Unterseebootsflottille du 16 octobre 1941 au 28 février 1942 (entrainement)
- 10. Unterseebootsflottille du 1er mars 1942 au 14 juillet 1943 (service actif)

## Commandement
- Oberleutnant zur See, puis Kapitänleutnant Georg Lassen du 16 octobre 1941 au 14 juin 1943
- Oberleutnant zur See Gerd von Pommer-Esche du 15 juin 1943 au 14 juillet 1943

## Patrouilles
|       | Commandant                  | Départ            | Départ        | Arrivée         | Arrivée    | Jours     | Succès    |
| ----- | --------------------------- | ----------------- | ------------- | --------------- | ---------- | --------- | --------- |
|       | Oblt. Georg Lassen          | 24 février 1942   | Wilhelmshaven | 24 février 1942 | Heligoland | 1 jour    |           |
| 1     | Oblt. Georg Lassen          | 1er mars 1942     | Heligoland    | 28 avril 1942   | Lorient    | 59 jours  | 43 568    |
| 2     | Oblt. Georg Lassen          | 20 juin 1942      | Lorient       | 24 août 1942    | Lorient    | 66 jours  | 35 442    |
| 3     | Kptlt. Georg Lassen         | 23 septembre 1942 | Lorient       | 9 décembre 1942 | Lorient    | 78 jours  | 51 062    |
| 4     | Kptlt. Georg Lassen         | 6 janvier 1943    | Lorient       | 10 mai 1943     | Bordeaux   | 125 jours | 60 429    |
| 5     | Oblt. Gerd von Pommer-Esche | 29 juin 1943      | Bordeaux      | 14 juillet 1943 | Coulé      | 16 jours  |           |
| Total | Total                       | Total             | Total         | Total           | Total      | 344 jours | 190 501 t |

Note : Oblt. = Oberleutnant zur See - Kptlt. = Kapitänleutnant

## Navires coulés
L'Unterseeboot 160 a coulé 26 navires marchands pour un total de 156 082 tonneaux et a endommagé cinq navires marchands pour un total de 34 419 tonneaux au cours des cinq patrouilles (344 jours en mer) qu'il effectua.
| Date             | Nom               | Nationalité | Tonnage (GRT) | Fait      |
| ---------------- | ----------------- | ----------- | ------------- | --------- |
| 27 mars 1942     | Equipoise         | Panama      | 6 210         | Coulé     |
| 29 mars 1942     | City of New York  | USA         | 8 272         | Coulé     |
| 1er avril 1942   | Rio Blanco        | Royaume-Uni | 4 086         | Coulé     |
| 6 avril 1942     | Bidwell           | USA         | 6 837         | Endommagé |
| 9 avril 1942     | Malchace          | USA         | 3 516         | Coulé     |
| 11 avril 1942    | Ulysses           | Royaume-Uni | 14 647        | Coulé     |
| 16 juillet 1942  | Beaconlight       | Panama      | 6 926         | Coulé     |
| 18 juillet 1942  | Carmona           | Panama      | 5 496         | Coulé     |
| 21 juillet 1942  | Donovonia         | Royaume-Uni | 8 149         | Coulé     |
| 25 juillet 1942  | Telamon           | Pays-Bas    | 2 078         | Coulé     |
| 29 juillet 1942  | Prescodoc         | Canada      | 1 938         | Coulé     |
| 2 août 1942      | Treminnard        | Royaume-Uni | 4 694         | Coulé     |
| 4 août 1942      | Havsten           | Norvège     | 6 161         | Endommagé |
| 9 octobre 1942   | Coloradan         | USA         | 6 557         | Coulé     |
| 16 octobre 1942  | Castle Harbour    | Royaume-Uni | 730           | Coulé     |
| 16 octobre 1942  | Winona            | USA         | 6 197         | Endommagé |
| 3 novembre 1942  | Chr. J. Kampmann  | Canada      | 2 260         | Coulé     |
| 3 novembre 1942  | Gypsum Express    | Royaume-Uni | 4 034         | Coulé     |
| 3 novembre 1942  | Leda              | Panama      | 8 546         | Coulé     |
| 3 novembre 1942  | Thorshavet        | Norvège     | 11 015        | Coulé     |
| 6 novembre 1942  | Arica             | Royaume-Uni | 5 431         | Coulé     |
| 11 novembre 1942 | City of Ripon     | Royaume-Uni | 6 368         | Coulé     |
| 21 novembre 1942 | Bintang           | Pays-Bas    | 6 481         | Coulé     |
| 8 février 1943   | Roger B. Taney    | USA         | 7 191         | Coulé     |
| 3 mars 1943      | Harvey W. Scott   | USA         | 7 176         | Coulé     |
| 3 mars 1943      | Nipura            | Royaume-Uni | 5 961         | Coulé     |
| 3 mars 1943      | Tibia             | Pays-Bas    | 10 356        | Endommagé |
| 3 mars 1943      | Nipura            | Royaume-Uni | 5 961         | Coulé     |
| 3 mars 1943      | Empire Mahseer    | Royaume-Uni | 5 087         | Coulé     |
| 4 mars 1943      | SS Marietta E.    | Royaume-Uni | 7 628         | Coulé     |
| 4 mars 1943      | Sheaf Crown       | Royaume-Uni | 4 868         | Endommagé |
| 8 mars 1943      | James B. Stephens | USA         | 7 176         | Coulé     |
| 11 mars 1943     | Aelbryn           | Royaume-Uni | 4 986         | Coulé     |